# Emma Smaali
Emma Smaali, née le 29 septembre 2000 à Voiron, est une footballeuse internationale algérienne évoluant au poste de défenseure au RC Lens.

## Biographie

### Carrière en club
Emma Smaali est formée au FCSA jusqu'à l'âge de quinze ans, puis, devant évoluer avec une équipe féminine, elle signe à Nivolas-Vermelle et y joue durant deux saisons avec les moins de 19 ans nationaux.
En 2017, elle signe en faveur du Grenoble Foot 38, et intègre le groupe senior en D2 féminine.
Le 30 juillet 2020, après trois saisons passées au club, elle signe un contrat avec le RC Lens en D2. Depuis son arrivée chez les sang et or, elle ne cesse de progresser. À 22 ans, Emma Smaali est l’une des joueuses les plus importantes du système mis en place par son entraineur Sarah M’Barek.

### Carrière en sélection
En juillet 2023, elle est appelée en équipe d'Algérie par le sélectionneur Farid Benstiti pour prendre part à un stage durant lequel la sélection affronte le Sénégal dans une double confrontation amicale.
Le 14 juillet 2023, elle honore sa première sélection en équipe d'Algérie contre le Sénégal au Stade Lat-Dior à Thiès. Le match se solde par une défaite 3 à 1 des Algériennes.

## Statistiques

### Statistiques détaillées
| Saison                | Club                  | Championnat           | Championnat | Championnat | Coupe(s) nationale(s) | Coupe(s) nationale(s) | Algérie | Algérie | Total | Total |
| Saison                | Club                  | Division              | M.          | B.          | M.                    | B.                    | M.      | B.      | M.    | B.    |
| 2017-2018             | Grenoble Foot 38      | Division 2            | 3           | 0           | -                     | -                     | -       | -       | 3     | 0     |
| 2018-2019             | Grenoble Foot 38      | Division 2            | 15          | 4           | 5                     | 1                     | -       | -       | 20    | 5     |
| 2019-2020             | Grenoble Foot 38      | Division 2            | 10          | 0           | 1                     | 0                     | -       | -       | 11    | 0     |
| Sous-total            | Sous-total            | Sous-total            | 28          | 4           | 6                     | 1                     | -       | -       | 34    | 5     |
| 2020-2021             | RC Lens               | Division 2            | 6           | 0           | -                     | -                     | -       | -       | 6     | 0     |
| 2021-2022             | RC Lens               | Division 2            | 21          | 1           | 2                     | 2                     | -       | -       | 23    | 3     |
| 2022-2023             | RC Lens               | Division 2            | 21          | 1           | 2                     | 2                     | 2       | 0       | 25    | 3     |
| 2023-2024             | RC Lens               | Division 2            | 2           | 0           | -                     | -                     | 1       | 0       | 3     | 0     |
| Sous-total            | Sous-total            | Sous-total            | 50          | 2           | 4                     | 4                     | 3       | 0       | 57    | 6     |
| Total sur la carrière | Total sur la carrière | Total sur la carrière | 78          | 6           | 10                    | 5                     | 3       | 0       | 91    | 11    |

### En sélection

#### Matchs internationaux
Le tableau suivant liste les rencontres de l'équipe d'Algérie dans lesquelles Emma Smaali a été sélectionnée depuis le 14 juillet 2023 jusqu'à présent.

## Distinctions personnelles
- reçu son prix de meilleure espoir algérienne de l'Année 2024 décerné par Elnatija